# Sarmiento-formatie

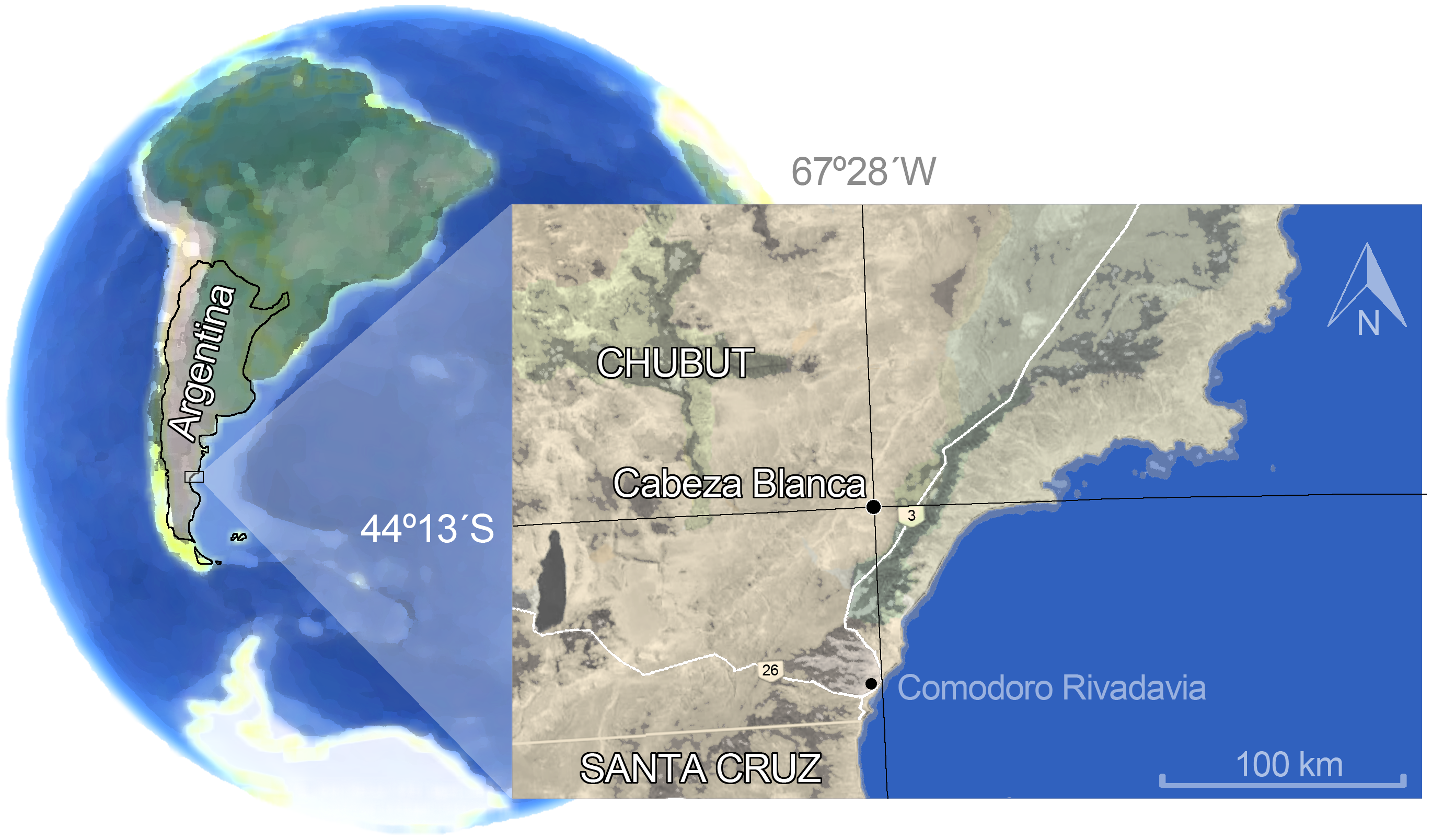
De ligging van de Cabeza Blanca-locatie behorend tot het Upper Puesto Almendra-lid uit het Oligoceen.

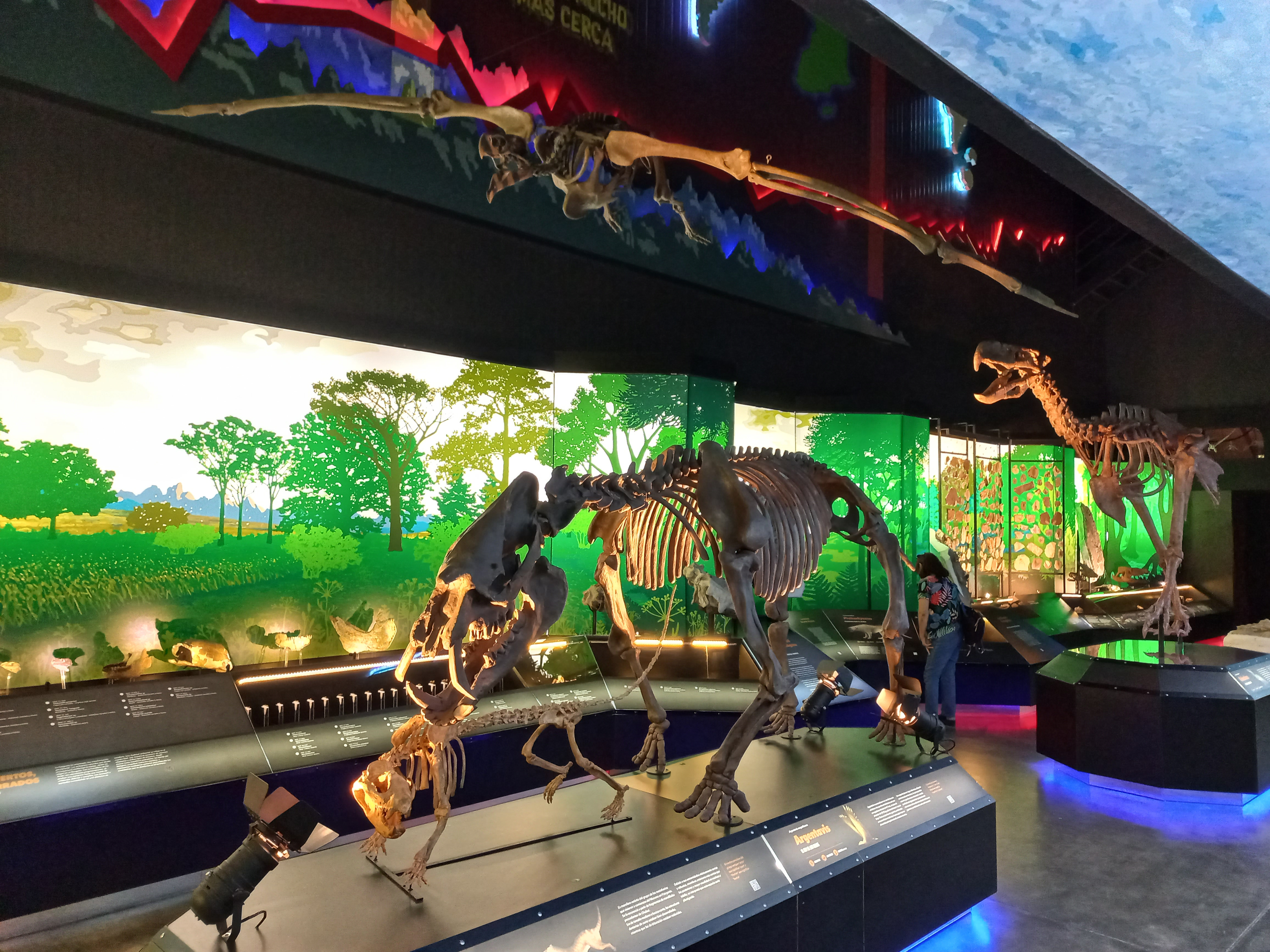
Zaal in het Museo Paleontológico Egidio Feruglio met fossielen uit de Sarmiento-formatie met op de voorgrond skeletten van Arctodictis en Astrapotherium.

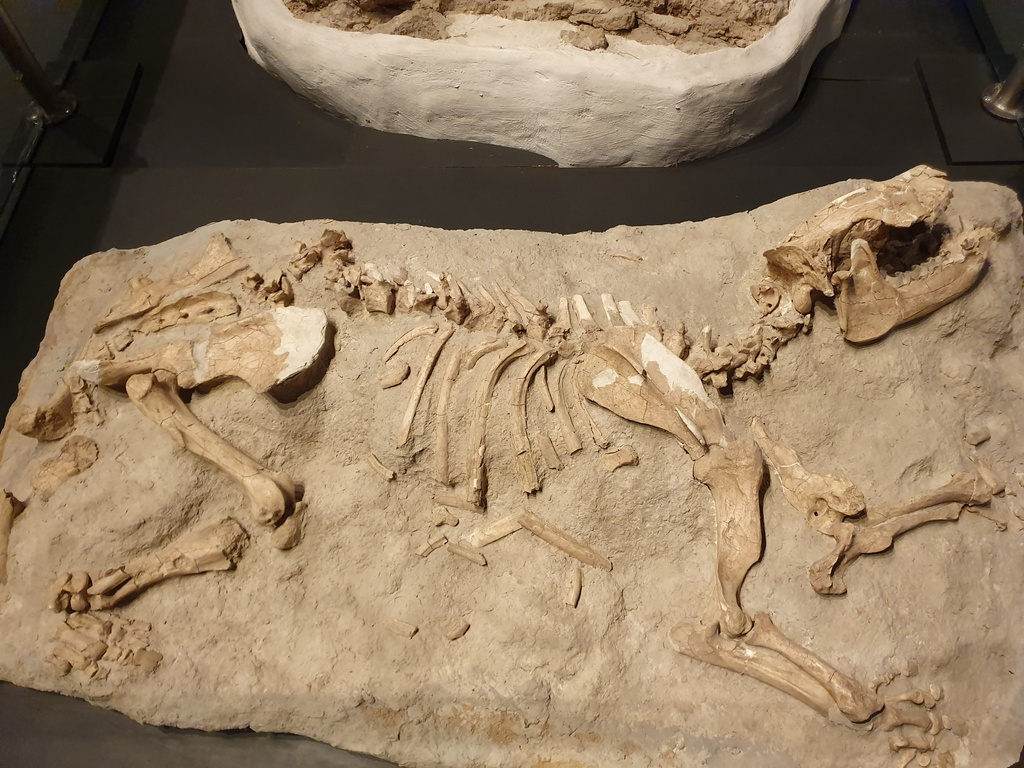
Fossiel van het hoefdier Periphragnis uit het Rosado-lid.

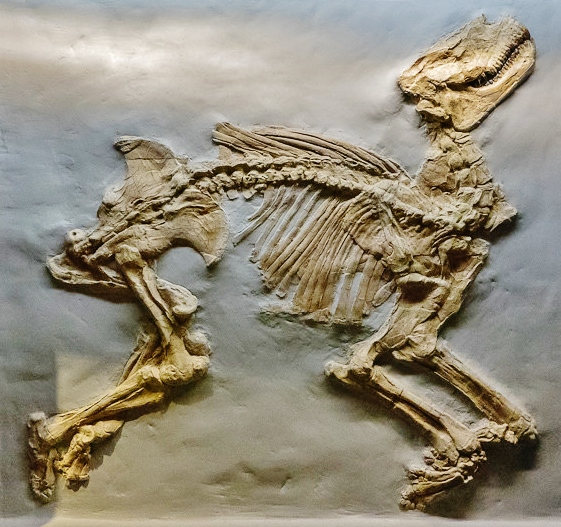
Fossiel van het hoefdier Scarrittia uit het Upper Puesto Almendra-lid.

De Sarmiento-formatie is een geologische formatie in Argentinië die afzettingen uit het Eoceen, Oligoceen en Mioceen omvat. Doordat de formatie gedurende een periode van ruim twintig miljoen jaar is afgezet, geven de fossiele vondsten een goed beeld van de ontwikkeling van de Zuid-Amerikaanse fauna tijdens het Kenozoïcum en wordt het beschouwd als een van de belangrijkste Zuid-Amerikaanse locaties voor zoogdierfossielen.

## Locatie
De Sarmiento-formatie ligt in de provincie Chubut in Patagonië.

## Onderverdeling
De Sarmiento-formatie wordt onderverdeeld in verschillende leden:

### Cañadón Vaca
Het Cañadón Vaca-lid is het oudste deel van de Sarmiento-formatie. De afzettingen dateren uit het Midden-Eoceen en hebben een ouderdom van 46,9 tot 43 miljoen jaar. Het Cañadón Vaca-lid is de naamgevende locatie van het Vacan, een deel van de South American Land Mammal Age Casamayoran. In dit deel van de formatie zijn fossielen gevonden van onder meer de hoefdieren Didolodus, Notostylops en Thomashuxleya, de krokodil Sebecus en de wurgslang Madtsoia.

### Gran Barranca
Het Gran Barranca-lid dateert uit het Midden-Eoceen en heeft een ouderdom van 42 tot 38 miljoen jaar. Het is de naamgevende locatie van het Barranca, een deel van de South American Land Mammal Age Casamayoran. In het Gran Barranca-lid zijn fossielen gevonden van onder meer de sparassodonten Nemolestes en Arminiheringia, het buideldier Caroloameghinia en het hoefdier Trigonostylops.

### Rosado
Het Rosado-lid dateert uit het Laat-Eoceen en heeft een ouderdom van circa 38 tot 36 miljoen jaar, vallend binnen de South American Land Mammal Age Mustersan. Een bekende fossielenlocatie uit dit deel van de Sarmiento-formatie is La Gran Hondonada. Hier zijn fossielen gevonden van onder meer de hoefdier Periphragnis en Astraponotus.

### Vera
Het Vera-lid dateert uit het Laat-Eoceen en heeft een ouderdom van circa 35 tot 34 miljoen jaar. 

### Upper Puesto Almendra
Uit het Oligoceen dateert het Upper Puesto Almendra-lid. Dit deel van de formatie heeft een ouderdom van circa 32,5 tot 24 miljoen jaar, vallend binnen de South American Land Mammal Age Deseadan. Een bekende fossielenlocatie uit dit deel van de Sarmiento-formatie is de Scarritt Pocket. Hier zijn fossielen gevonden van onder meer de sparassodont Proborhyaena en de de hoefdieren Scarrittia en Pyrotherium. In het Upper Puesto Almendra-lid zijn ook fossielen gevonden van diverse schrikvogels.

### Colhué Huapí
Het Colhué Huapí-lid is het jongste deel van de Sarmiento-formatie. De afzettingen dateren uit het Vroeg-Mioceen en hebben een ouderdom van ongeveer 20 tot 17 miljoen jaar. Het Colhué Huapí-lid is de naamgevende locatie van de South American Land Mammal Age Colhuehuapian. In dit deel van de formatie zijn fossielen gevonden van onder meer de sparassodonten Arctodictis, Borhyaena en Cladosictis, de gordeldierachtige Peltephilus, de breedneusapen Homunculus en Tremacebus, en de hoefdieren Astrapotherium, Pachyrukhos, Protypotherium en Theosodon. Ook zijn fossielen gevonden van Necrolestes (Meridiolestida) en Patagonia (mogelijk Gondwanatheria), de laatste overlevers van twee zoogdiergroepen die in het Krijt en Paleoceen algemeen waren in zuidelijk Zuid-Amerika.